# Shirley Douglas

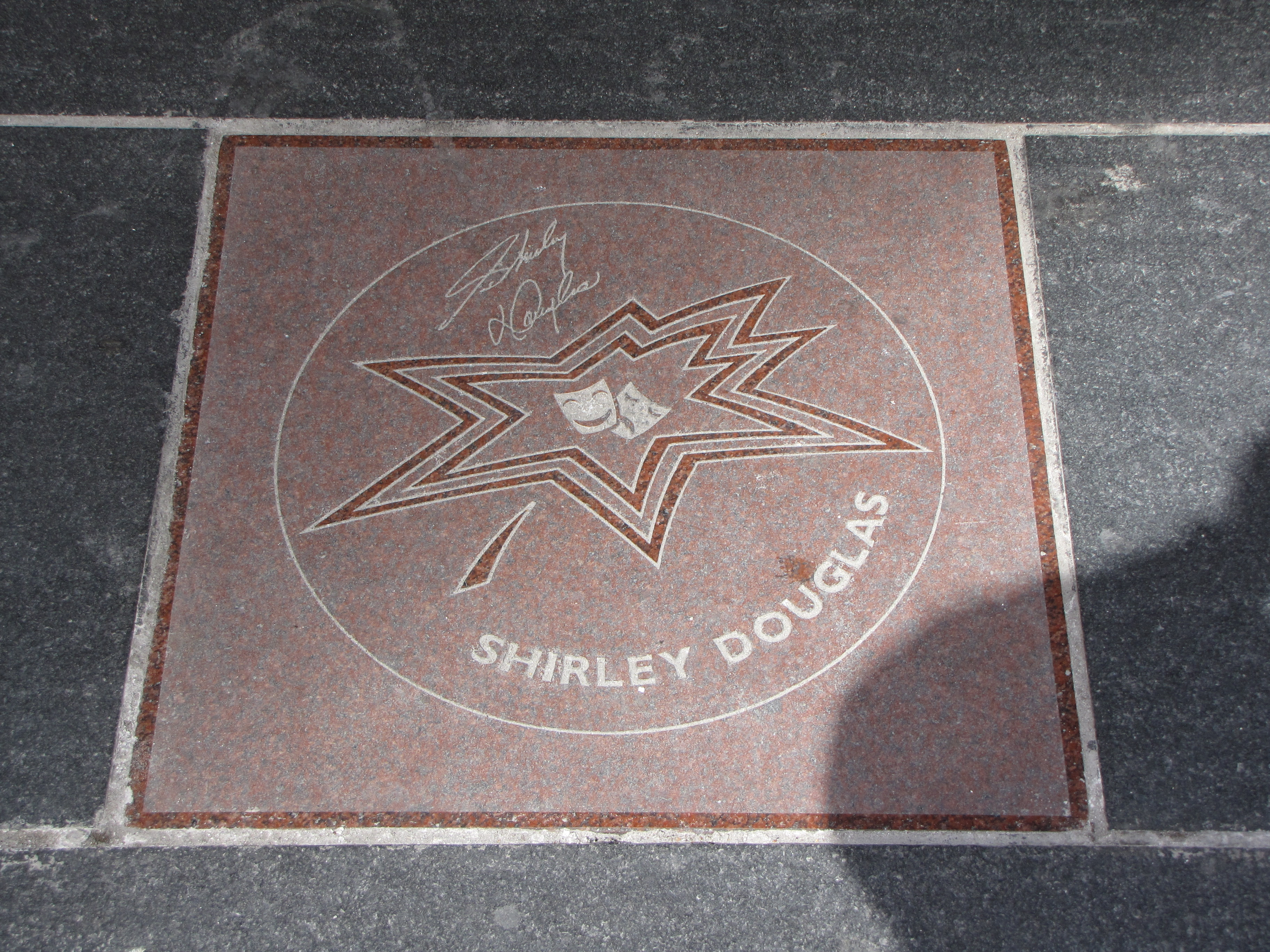
Estrella de la fama de Shirley Douglas en el paseo de la fama de Canadá.

Shirley Jean Douglas (Weyburn, Saskatchewan; 2 de abril de 1934-Toronto, 5 de abril de 2020) fue una actriz y activista canadiense.

## Primeros años
Nació en Weyburn, Saskatchewan, hija de Irma May (de soltera, Dempsey) y del político Tommy Douglas (1904-1986). Asistió al Central Collegiate Institute (ahora cerrado) en Regina.

## Actuación
Su carrera actoral comenzó en 1950 con un papel en el Regina Little Theatre del Dominion Drama Festival, donde ganó un premio a la mejor actriz. En 1952 Shirley se graduó de la Royal Academy of Dramatic Art en Londres y se quedó en Inglaterra por varios años, actuando en teatro y televisión antes de volver a Canadá en 1957.
Continuó actuando; y su carrera abarcó papeles en Canadá, Reino Unido y Estados Unidos. Interpretó a la feminista Nellie McClung, en Wind at My Back, Hagar Shipley en The Stone Angel, y apareció en series como The Silver Surfer y Flash Gordon. En 1997, hizo una aparición con su hijo Kiefer Sutherland en The Glass Menagerie. En 2000, actuó en el escenario en The Vagina Monologues. En 2006, hizo de la secretaria de Estados Unidos, Madeleine Albright en la miniserie The Path to 9/11.

## Vida personal
Tuvo tres hijos: Thomas Emil Sicks de su matrimonio con Timothy Emil Sicks y los mellizos Rachel Sutherland y Kiefer Sutherland de su matrimonio con el actor Donald Sutherland (1966-70).
En 2003, por sus contribuciones al arte fue nombrada oficial de la Orden de Canadá.

## Activismo
En 1967, tras casarse con el actor Donald Sutherland, se mudó a Los Ángeles (California). Participó en campañas en contra de la guerra de Vietnam, y luego en campañas a favor de inmigrantes y las mujeres. Estableció una organización para recaudar fondos: Los Amigos de los Black Panthers. En 1969, fue arrestada Los Ángeles por «conspiración por estar en posesión de explosivos», tras haber intentado comprar granadas para los Black Panthers. Declaró que el FBI estaba intentando incriminarla en un delito que ella no había cometido. Pasó solo cinco días en la cárcel.
Subsecuentemente, el gobierno estadounidense le denegó una visa de trabajo. Al año siguiente (1970) se divorció de Sutherland. En 1977, Douglas fue forzada a abandonar Estados Unidos. Ella y sus tres hijos se mudaron a Toronto (Canadá).
Como la hija del político socialdemócrata canadiense Tommy Douglas (1904-1986), quien creó el sistema de salud de Canadá, Shirley Douglas fue una de las activistas más prominentes del país y defendió el sistema de salud gratuita. En las elecciones federales canadienses de 2005, hizo campaña por el Nuevo Partido Democrático. En 2012, apoyó a Brian Topp por el liderazgo del partido.
Falleció en Toronto el 5 de abril de 2020 a los 86 años a causa de una neumonía sin relación con la pandemia de COVID-19.

## Filmografía

### Películas
| Año  | Título                        | Papel           | Notas |
| ---- | ----------------------------- | --------------- | ----- |
| 1955 | Joe MacBeth                   | Patsy           |       |
| 1962 | Lolita                        | Mrs. Starch     |       |
| 1983 | The Wars                      | Mrs. Lawson     |       |
| 1988 | Dead Ringers                  | Laura           |       |
| 1988 | Shadow Dancing                | Nicole          |       |
| 1992 | Passage of the Heart          | Katherine Ward  |       |
| 1992 | The Shower                    | Marie           |       |
| 1994 | Mesmer                        | Duquesa DuBarry |       |
| 1998 | Barney's Great Adventure      | Abuela          |       |
| 2000 | Woman Wanted                  | Peg             |       |
| 2000 | The Law of Enclosures         | Myra            |       |
| 2000 | Franklin and the Green Knight | Narradora       | Video |

### Televisión
| Año       | Título                                  | Papel              | Notas                                   |
| --------- | --------------------------------------- | ------------------ | --------------------------------------- |
| 1955      | Rheingold Theatre                       | Molly Gaines       | Episodio: "The Long White Line"         |
| 1978      | Nellie McClung                          | Nellie McClung     | Película de televisión                  |
| 1982      | Hangin' In                              | Mrs. Ricardo       | Episodio: "Barnum and Baby"             |
| 1985      | Turning to Stone                        | Lena               | TV film                                 |
| 1986      | Loose Ends                              | Elder Seth's Wife  | TV film                                 |
| 1987      | Really Weird Tales                      | Edna Besley        | TV film                                 |
| 1989      | El nuevo Alfred Hitchcock presenta      | Monica Logan       | Episodio: "Driving Under the Influence" |
| 1990-1991 | Street Legal                            | Mayor Riley        | Papel recurrente (4 episodios)          |
| 1992      | Road to Avonlea                         | Miss Cavendish     | Episodio: "High Society"                |
| 1992      | The Hat Squad                           |                    | Episodio: "Pilot"                       |
| 1993      | Shattered Trust: The Shari Karney Story | Vivian Karney      | Película de televisión                  |
| 1995      | Redwood Curtain                         | Schyler Noyes      | Película de televisión                  |
| 1995      | Johnny's Girl                           | Mrs. Hardwick      | Película de televisión                  |
| 1996      | Flash Gordon                            | (voz)              | serie de televisión                     |
| 1996-2001 | Wind at My Back                         | May Bailey         | Papel principal (65 episodios)          |
| 1998      | Silver Surfer                           | Infectia           | Serie de televisión                     |
| 1998-2000 | Franklin                                | Narradora          | 20                                      |
| 1999      | Shadow Lake                             |                    | Película de televisión                  |
| 2000      | A House Divided                         | Elizabeth Dickson  | Película de televisión                  |
| 2001      | Made in Canada                          | Cybill Thornbush   | Episodio: "Beaver Creek Commercials"    |
| 2002      | Tocando el cielo                        | Ellen Layton       | Película de televisión                  |
| 2005      | Robson Arms                             | Pauline Dubois     | Papel recurrente (4 episodios)          |
| 2005      | Corner Gas                              | Peg                | Episodio: "Trees a Crowd"               |
| 2006      | The Path to 9/11                        | Madeleine Albright | Película de televisión                  |
| 2008      | Degrassi: The Next Generation           | Profesora Dunwoody | Episodio: "Bust a Move: Part 1"         |

## Premios
- (2000) Gemini Award por su actuación en la película de televisión de 1999 Shadow Lake.
- (2000) Doctorado honorario de la Universidad Ryerson
- (2000) "Diamond Award" por su trabajo como voluntaria, por el Variety Club una organización caritativa internacional para niños necesitados
- (2003) Orden de Canadá
- (2004) galardonada con un espacio en el Muro de la Fama del National Arts Centre en Ottawa
- (2004) recibió "Premio del canadiense distinguido" en la Universidad de Regina, un premio otorgado a su padre veinte años antes
- (2004) otorgada una estrella en el paseo de la fama de Canadá en Toronto[6]
- (2006) En octubre, Shirley dio un discurso en la Universidad de Trent
- (2009) Shirley Douglas fue otorgada el International Achievement Award en los 2009 Crystal Awards presentado en el Women in Film & Television - Toronto, 30 de noviembre de 2009
- (2012) Queen Elizabeth II Diamond Jubilee Medal — Toronto, 28 de febrero de 2012